# 刘连满
刘连满（1933年12月—2016年4月27日），河北宁河人。中国登山家，中国共产党党员，国家级运动健将，曾任西藏登山队教练。2016年4月27日逝世。

## 生平
刘连满自幼随双亲乞讨来到黑龙江省双城子。1951年参加工作，到哈尔滨电机厂当文书。1954年，来到哈尔滨市消防干训班学习，结业后担任哈尔滨电机厂消防队文书兼防火检查组长。
1955年，刘连满被选拔到中国登山集训队。1956年4月，刘连满登上了秦岭主峰太白山。同年6月，来到苏联加入中苏联合登山队，登上了欧洲最高峰厄尔布鲁斯峰。同年7月31日，随中苏混合登山队登上了新疆的慕士塔格峰。1957年6月13日，登上了四川的贡嘎山，获授国家级运动健将。1958年起，刘连满任中国登山队教练员。
1960年春，中国登山队首次攀登珠穆朗玛峰，刘连满是主力队员，并且参加了突击顶峰的活动。突击队由王富洲担任组长第一代理人，刘连满任第二代理人。5月24日晨9时，刘连满和王富洲、贡布、屈银华4人自海拔8500米突击营地出发，中午12时来到“第二台阶”的裂缝下。经2小时攀登，他们来到裂缝尽头的一块大石上。刘连满想出了“搭人梯”的方法继续攀登，并主动当人梯底座。屈银华脱掉高山靴，踩在刘连满肩上，在岩壁上打了岩石锥以固定保护绳，1个多小时后，屈银华从刘连满肩上登上“第二台阶”顶部。下午17时，4人全部登上“第二台阶”顶部。由于体力损耗过大，高山反应不断加剧，到海拔8700多米处时，刘连满无力站起。王富洲决定将刘连满安置在一弧形坳槽中休息，此时为下午19时。王富洲、贡布、屈银华继续向顶峰攀登。刘连满在休息处用红铅笔在日记本上给王富洲写下遗书称：
王富洲同志：
我知道我不行了，我看氧气瓶里还有点氧，给你们3人回来时用吧！也许管用。永别了！同志们。
你们的同志：刘连满

5月24日
写完遗书后，刘连满昏睡过去。醒来后，刘连满重新站起来，并见到了已经登顶成功后撤回的王富洲、贡布和屈银华。刘连满让他们吸自己留下的半瓶氧气。登山活动结束后，刘连满受到中华人民共和国宣传媒体的赞誉，并荣获体育运动荣誉奖章和破全国纪录奖章各一枚。
1960年9月，刘连满、张俊岩来到拉萨，参加了组建西藏登山营的工作，随即赴南迦巴瓦峰和希夏邦马峰山区侦察。1963年中华人民共和国成立14周年时，刘连满受到毛泽东和中央政治局全体成员接见，并参加了10月1日的国庆观礼。1973年，为照顾其家庭，组织上将刘连满调回哈尔滨电机厂担任消警科长。1993年，刘连满退休。